# ロイド・リチャーズ
ロイド・リチャーズ（Lloyd Richards、1919年6月29日 - 2006年6月29日）は、アメリカの俳優・ディレクター。イェール大学名誉教授。
カナダのオンタリオ州トロントで生まれ、アメリカのミシガン州デトロイトで育った。1959年3月11日にA Raisin in the Sunでデビューした。
1984年にBroadway woth Ma Rainey's Black Bottomに参加しw:David Henry Hwangのキャリアを手伝った。